# Kunupia meeki
Kunupia meeki là một loài bướm đêm trong họ Noctuidae.